# Hipoclorito de sódio
Hipoclorito de sódio é um composto químico com fórmula NaClO. Solução de hipoclorito de sódio é usada frequentemente como desinfetante e como agente alvejante.
O composto anidro é instável e pode decompor-se explosivamente. Porém, ele pode ser cristalizado na forma do pentahidrato 
NaOCl·5
H2O, um sólido branco com cor levemente verde-amarelada, que não é explosivo e é estável enquanto mantido sob refrigeração. O composto, em solução, facilmente decompõe-se, liberando cloro, que é o príncipio ativo de tais produtos. Apesar do hipoclorito de sódio ser o mais antigo branqueador à base de cloro, continua sendo o mais utilizado.
Ao passo que o hipoclorito de sódio não é propriamente tóxico por si só, sua disponibilidade comum, suas propriedades corrosivas, e os produtos de reações podem torná-lo um risco significativo à segurança. Particularmente, misturar água sanitária líquida com outros produtos de limpeza, como ácidos ou amônia, pode liberar gases tóxicos.

## Produção
O hipoclorito de sódio pode ser preparado pela absorção do gás cloro em solução de hidróxido de sódio mantida em resfriamento (abaixo dos 40 °C):
{\displaystyle 2NaOH+Cl_{2}\leftrightarrow NaCl+NaClO+H_{2}O}
O hidróxido de sódio e o cloro não são produzidos comercialmente pelo processo cloro-álcali e, em tal processo, não há necessidade de isolá-los para a preparação do hipoclorito de sódio. Portanto, o NaClO é produzido industrialmente pela eletrólise de uma solução de cloreto de sódio sem nenhuma separação entre o cátodo e o ânodo.
A solução deve ser mantida abaixo dos 40 °C por serpentinas de resfriamento, para prevenir a formação de clorato de sódio.
As soluções comerciais de hipoclorito de sódio sempre contêm quantias significantes de cloreto de sódio como o principal subproduto, como pode-se ver na equação acima.

## Embalagem e venda
O branqueador para uso doméstico que é vendido no mercado sob a designação de "lixívia" é uma solução de 2,0 a 2,5% de hipoclorito de sódio no momento da fabricação. A concentração varia de uma formulação a outra e diminui gradualmente com o tempo de prateleira.
Soluções entre 10 à 12% de hipoclorito de sódio são bastante usadas em cisternas e em abastecimento de água para clorar a água. Existem produtos para a cloração de piscinas que contêm aproximadamente 30% de hipoclorito de sódio. O sal cristalino também é vendido para o mesmo uso; tal sal contém menos de 50% de hipoclorito de sódio. Porém, o nível de "cloro ativo" pode ser bem mais alto.

## Usos
No branqueador de uso doméstico, o hipoclorito de sódio é usado para a remoção de manchas de roupas sujas. É particularmente eficaz em fibras de algodão, que se mancham facilmente mas também se branqueiam com facilidade. Um volume de 50 a 250 mL de branqueador por carga de roupas é geralmente recomendado para uma lavadora de roupas de tamanho padrão. A água quente aumenta a atividade do branqueador, devido à decomposição térmica do hipoclorito, que em último caso forma cloratos, ambientalmente indesejados.
Uma solução fraca de 1% de branqueador doméstico em água quente é usada para sanitizar superfícies antes da fermentação da cerveja ou do vinho. As superfícies devem ser bem enxaguadas em seguida para evitar dar aromas estranhos ao mosto; além disso, os subprodutos clorados das superfícies sanitizadas são perigosos à saúde.
Uma diluição de 1:5 de lixívia doméstica em água (1 parte de lixívia para 4 de água) é eficaz contra diversas bactérias e alguns vírus, e é frequentemente o desinfetante de preferência para limpar superfícies em hospitais. A solução é corrosiva e, após seu uso, precisa de ser completamente removida, de forma que é algumas vezes seguida de uma desinfecção por etanol.
Para fazer uma cloração de impacto em poços ou sistemas de água para desinfecção, é usada uma solução 2% de lixívia doméstica. Para sistemas maiores, podem-se usar produtos mais concentrados, em menores quantidades. A alcalinidade da solução de hipoclorito de sódio também causa a precipitação de minerais presentes na água, como o carbonato de cálcio (calcário), de forma que a cloração de impacto é geralmente seguida de entupimento do sistema. A precipitação dos minerais também preserva bactérias, o que faz desta prática, de alguma forma, pouco eficaz na desinfecção para a qual ela é proposta.
O hipoclorito de sódio tem sido usado na desinfecção de água potável na concentração de 1 L de lixívia doméstica para cada 4000 L de água. A quantidade exata necessária depende da química da água, da temperatura, do tempo de contato e da presença ou ausência de sedimentos. Para desinfecções de emergência, a Agência de Proteção Ambiental dos Estados Unidos (EPA), órgão americano responsável pela qualidade da água naquele país, recomenda o uso de 2 gotas de lixívia doméstica com 5% de hipoclorito de sódio por litro de água. Se a água assim tratada não tiver cheiro de lixívia, devem-se adicionar mais 2 gotas.
O uso de desinfetantes baseados em cloro na água doméstica, embora esteja disseminado, tem levado a controvérsias devidas à formação de pequenas quantidades de subprodutos tóxicos, como clorofórmio.
O hipoclorito também é usado na Odontologia, durante o tratamento de canal, para desinfetar o canal e dissolver qualquer resto de tecido da polpa do dente.
É usada uma solução alcalina (pH 11,0) de hipoclorito de sódio para tratar água efluente da indústria da galvanoplastia contendo diluições de cianeto (< 1 g/L). Soluções mais concentradas de cianeto são bem mais difíceis de serem dispostas.
Também é usado na produção de placas PCB, onde sua propriedade corrosiva demarca o trilhamento de cada camada da placa.

## Cuidados
O hipoclorito de sódio é um oxidante forte, e os produtos da oxidação   são corrosivos e podem queimar a pele e causar lesões nos olhos, especialmente quando usado nas suas formas concentradas. O hipoclorito não deve ser misturado com materiais orgânicos (por exemplo, sujeiras), porque podem reagir, dando substâncias carcinogênicas (trialometanos).
A lixívia doméstica nunca deve ser misturada com outros produtos domésticos de limpeza, especialmente aqueles que contenham amónia, nem ser utilizado para limpar respingos de urina (que se decompõe em amónia e dióxido de carbono) porque se podem formar gases tóxicos, como cloramina e tricloreto de nitrogênio, que se decompõe violentamente em gás cloro e gás nitrogênio. A lixívia doméstica também reage muito violentamente com o peróxido de hidrogênio.
Estima-se que cerca de 3.300 acidentes com necessidade de tratamento hospitalar são causados anualmente por causa do hipoclorito de sódio nos lares britânicos (RoSPA, 2002).